# Jesús, nuestro Señor
Jesús, nuestro Señor ist ein mexikanischer Spielfilm des Regisseurs Miguel Zacarías aus dem Jahr 1971. Er behandelt das Leben Jesu Christi. Die Uraufführung des Films fand am 8. April 1971 in Mexiko statt.

## Handlung
Viele Jahre nach der Geburt Jesu Christi führt Johannes der Täufer seine Mission aus, zu predigen und die Menschen, die zur Umkehr bereit sind, zu taufen. Johannes, der Sohn des Zebedäus, schließt sich ihm an. Wenig später kommt Jesus Christus zu Johannes, um sich von ihm taufen zu lassen. Kurz darauf wird Johannes der Täufer verhaftet, weil er Herodes Antipas dafür kritisiert hatte, weil dieser die Frau seines Bruders geheiratet hatte. Herodes Antipas lässt Johannes den Täufer in den Kerker werfen.
Nach seiner Taufe verbringt Jesus 40 Tage und Nächte fastend in der Wüste und wird vom Satan in Versuchung geführt. Jesus verlässt sein Zuhause bei seiner Mutter Maria, um seine Mission zu beginnen, und versammelt Andreas, Simon Petrus, Johannes und Jakobus der Ältere, Philippus, Bartholomäus, Matthäus, Judas Iskariot als Jünger um sich.
Als Jesus auf der Hochzeit zu Kana zu Gast ist, geht der Weinvorrat zu Ende. Er folgt der Bitte seiner Mutter um Hilfe und verwandelt Wasser in Wein. Wenig später muss er sich mit den Hohepriestern auseinandersetzen, als er am Sabbat einen Blinden heilt. Er begegnet der sündig lebenden Maria Magdalena und treibt ihr die sieben Dämonen aus.
Beeindruckt von den Tanzkünsten seiner Stieftochter Salome, verspricht Herodes Antipas, ihr jeden Wunsch zu erfüllen. Als sie sich auf Anregung ihrer Mutter Herodias, Herodes’ Frau, den Kopf von Johannes dem Täufer wünscht, lässt Herodes Antipas den Täufer hinrichten.
Wenig später tröstet Jesus eine Mutter, indem er ihren kürzlich verstorbenen Sohn wieder zum Leben erweckt, heilt einen Gelähmten in Bethesda, sättigt am See Genezareth tausende von Menschen durch Brotvermehrung, wandelt über das Wasser und erweckt seinen verstorbenen Freund Lazarus von den Toten.
Die Nachricht von Lazarus’ Auferweckung erreicht auch die Hohepriester. Sie sehen ihre Position gefährdet, da Jesus sich als König Israels bezeichnet und das Volk ihm folgen könnte. Jesu Einzug in Jerusalem verstärkt ihre Vorbehalte. Als weitere Provokation sehen sie es an, als Jesus die Händler aus dem Tempel vertreibt. Kurz darauf erweckt er die verstorbene Tochter des Jairus wieder zum Leben, bewahrt eine Ehebrecherin vor der Steinigung.
Als Jesus die Hohepriester einmal mehr als Heuchler bezeichnet, fassen sie den Entschluss, Jesus zu töten. Beim Letzten Abendmahl verkündet Jesus seinen Jüngern, dass er einen Weg vor sich hat, wo sie ihm nicht folgen können. Einer von ihnen wird ihn verraten, Petrus werde ihn dreimal verleugnen. Während der Fußwaschung geht Judas zu den Hohepriestern und bekommt dreißig Silberlinge. Jesus verteilt an seine Jünger Brot und Wein und geht mit ihnen schließlich zum Garten Gethsemane.
Dort betet Jesus und erwartet Judas, der ihn mit einem Kuss an die Schächer verrät. Jesus wird verhaftet und vom Hohepriester verhört. Während er zu Pontius Pilatus gebracht wird, wird er von Petrus dreimal verleugnet. Pilatus findet jedoch keine Schuld an Jesus. Um dem Drängen er Hohepriester zu entgehen, schickt er Jesus zu Herodes und lässt ihn geißeln. Das Volk fordert, anlässlich des stattfindenden Pessachfestes statt Jesus Barabbas freizulassen. Schließlich gibt Pilatus den Forderungen nach und verurteilt Jesus zum Tode durch Kreuzigung.
Während Jesus sein Kreuz nach Golgota trägt, bereut Judas seinen Verrat, wirft die Silberlinge in den Tempel und erhängt sich. Während Jesu Kreuzigung ist der Blinde, den Jesus einst am Sabbat geheilt hatte, bestürzt davon, warum Jesus sich nicht rettet. Nach Jesu Auferstehung zweifelt Jünger Thomas und glaubt erst, als Jesus den Jüngern erscheint. Nachdem Jesus mit den Jüngern das Vaterunser betet, werden  die Jünger Zeugen von Jesu Himmelfahrt.

## Hintergrund
Miguel Zacarías drehte ebenfalls die Filme Jesús, el niño Dios, der die Geburt Jesu schildert, und Jesús, María y José, der Jesu Kindheit beschreibt. Im Jahr 1980 wurden alle drei Filme gemeinsam mit ebenfalls von Miguel Zacarías gedrehten Film El pecado de Adán y Eva zu La vida de nuestro señor Jesucristo verarbeitet.